# The Mail on Sunday
The Mail on Sunday è un periodico britannico di orientamento conservatore, pubblicato in formato tabloid. È il quotidiano della domenica più venduto nel Regno Unito ed è stato lanciato nel 1982 da Lord Rothermere. Il Daily Mail, il suo giornale "gemello" - uscendo dal lunedì al sabato - fu pubblicato per la prima volta nel 1896.
Nel luglio 2011, dopo la chiusura di News of the World, The Mail on Sunday ha venduto circa 2,5 milioni di copie a settimana, diventando così il giornale della domenica più venduto in Gran Bretagna, ma a settembre era sceso a poco meno di 2 milioni. Come il Daily Mail è di proprietà del Daily Mail and General Trust (DMGT). Ha avuto una tiratura media settimanale di 1.284.121 a dicembre 2016; questo era sceso a meno di un milione entro settembre 2019. Nell'aprile 2020 la Society of Editors ha annunciato che il Mail on Sunday è stato il vincitore del Sunday Newspaper of the Year per il 2019.

## Storia e orientamento
The Mail on Sunday fu lanciato il 2 maggio 1982, a complemento del Daily Mail. Il primo articolo in prima pagina era il bombardamento dell'aeronautica militare britannica dell'aeroporto di Stanley nelle Isole Falkland. Il proprietario del giornale era, come oggi, il Daily Mail and General Trust (DMGT). La sua copertura sportiva era considerata tra i suoi punti deboli al momento del suo lancio.
Con il tempo, anche al fine di aumentare le vendite sono state introdotte nuove sezioni come un supplemento a fumetti a colori (un'innovazione nel mercato dei giornali britannici della domenica) e la rivista You.
Sebbene il suo giornale gemello, il Daily Mail, abbia invariabilmente sostenuto il Partito Conservatore, il direttore Stewart Steven ha sostenuto l'alleanza Partito Social Democratico / Partito Liberale nelle elezioni generali del 1983 I direttori successivi sono stati Jonathan Holborow, Peter Wright e Geordie Greig, che è diventato editore del Daily Mail nel settembre 2018 ed è stato sostituito nel titolo della domenica da Ted Verity.
Alle elezioni generali del 2015 The Mail on Sunday ha esortato i suoi lettori a votare conservatore per evitare che il paese "viri a sinistra" sotto un patto Labour-SNP. Ha esortato gli elettori dell'UKIP a "tornare a casa dai conservatori" poiché la loro "protesta è stata registrata".
Nel referendum per l'adesione all'Unione Europea del Regno Unito del 2016, il giornale, a differenza del suo omologo quotidiano, si è espresso inequivocabilmente a favore della campagna per rimanere nell'Unione europea.
Il Mail on Sunday, in seguito al cambio di direttore da Geordie Greig a Ted Verity, è passato a una posizione più euroscettica.